# Lycorhinus angustidens
Lycorhinus angustidens es la única especie conocida del género extinto Lycorhinus (en griego "hocico de lobo") de dinosaurio ornitisquio heterodontosáurido, que vivió a principios del período Jurásico inferior, hace aproximadamente 203 y 197 millones de años, en el Hettangiense y el Sinemuriense, en lo que hoy es África. Se cree que L. angustidens se ubica junto a Heterodontosaurus. Solo en 1962 Alfred Walter Crompton reconoció que era un dinosaurio ornitisquio. Thulborn en 1971 creó un Lycorhinidae separado pero este grupo fue en 1972 equiparado con Heterodontosauridae por Peter Galton .

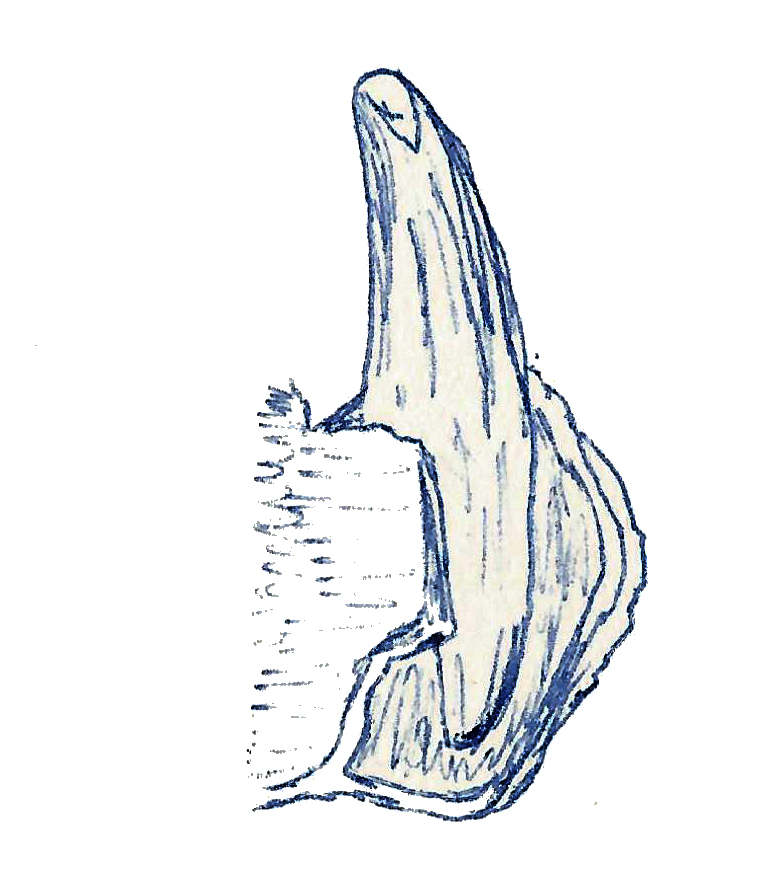
Dibujo de la mandíbula con su diente.

Era un dinosaurio pequeño, de solo 1,20 metro de largo y 0,50 de alto, de constitución ligera, pesando menos de 20 kilogramos. Solía caminar sobre cuatro patas, pero si percibía el peligro, podía correr sólo sobre las traseras manteniendo erguida su cola. Vagaba por los semidesiertos en busca de vegetales para comer, arrancaba los brotes con el pico, y los masticaba con los anchos y planos dientes de sus carrillos. En la parte anterior de la mandíbula sobresalían hacia abajo dos largos dientes estrechos similares a caninos.
Los restos fósiles del Lycorhinus, que consisten en consiste en dientes sueltos y un maxilar fueron descubiertos en la Provincia del Cabo, en la Formación Elliot Superior, Sudáfrica. De ahí los caracteres mencionados en el nombre Lycorhinus angustidens que Sidney H. Haughton atribuyó a los restos en 1924, donde el nombre genérico significa " hocico de lobo ", ya que al principio se identificó erróneamente como un cinodonte y el epíteto específico significa "diente contraído". El holotipo, SAM 3606 , consiste en una mandíbula encontrada por el Dr. M. Ricono.
Recién en 1962 con el descubrimiento del Heterodontosaurus se lo clasificó como un dinosaurio. Lycorhinus junto con Heterodontosaurus forman la base de la familia Heterodontosauridae. Actualmente se considera que solo posee una especie, Lycorhinus angustidens, las otras especies descriptas han sido reasignadas a otros géneros, Lycorhinus parvidens fue creado por Robert Broompero no ha recibido mayor aceptación y Lycorhinus tucki por Richard Anthony Thulborn en 1970 cambiando el nombre de Heterodontosaurus tucki, pero estos no han podido encontrar el reconocimiento. Lycorhinus consors, nombrados por Thulborn en 1974, fueron renombrados como Abrictosaurus consors por James Hopson en 1975.
Lanasaurus scalpridens fue descrito por Christopher Gow en 1975 desde el mismo horizonte que Lycorhinus. El nombre genérico se deriva del latín lana, "lana" y saurus del griego , "lagarto" y honra al profesor Alfred Walter Crompton , apodado "Fuzz" debido a su pelo lanoso. El nombre específico se deriva del latín scalprum, "cincel" y dens, "diente". Se basa en un hueso parcial de la mandíbula superior, el maxilar, holotipo BP/1/4244, encontrado en la Formación Elliot Superior de Estado Libre. Los dientes muestran un patrón de reemplazo típico en el cual durante cada ciclo de reemplazo se renueva cada tercer diente. El mismo Gow en 1990 concluyó que el holotipo de Lanasaurus era en realidad un espécimen de Lycorhinus angustidens. Esto ha sido comúnmente aceptado desde entonces.